# Деревня (телесериал)
«Деревня» (англ. The Village) — американский драматический сериал транслировавшийся на канале NBC с 19 марта по 21 мая 2019 года. Серий в сезоне 10.
30 мая 2019 года канал NBC закрыл телесериал после одного сезона.

## Сюжет
Разные люди с разными историями, живущие в одном доме в Нью-Йорке, становятся фактически семьей, помогая друг другу в непростых жизненных ситуациях.

## В ролях

### Основной состав
- Уоррен Кристи — Ник Портер
- Михаэлла Макманус — Сара Кэмпбелл
- Джерод Хэйнс — Бен Джонс
- Грэйс Ван Дин — Кэти Кэмпбелл
- Лоррейн Туссен — Патрисия Дэвис
- Дарен Кагасофф — Гейб Делука
- Фрэнки Фэйсон — Рон Дэвис
- Доминик Кьянезе — Энзо Наполитано
- Моран Атиас — Ава Бехзади

## Обзор сезонов
| Сезон | Сезон | Эпизоды | Дата показа   | Дата показа | Рейтинг Нильсона | Рейтинг Нильсона       |
| Сезон | Сезон | Эпизоды | Премьера      | Финал       | Ранк             | Зрители США (миллионы) |
| ----- | ----- | ------- | ------------- | ----------- | ---------------- | ---------------------- |
|       | 1     | 10      | 19 марта 2019 | 21 мая 2019 | 75               | 5,69                   |

## Эпизоды

### Сезон 1 (2019)
| № общий | № в сезоне | Название                                         | Режиссёр         | Автор сценария              | Дата премьеры  | Произв. код | Зрители в США (млн) |
| --- | ---------- | ------------------------------------------------ | ---------------- | --------------------------- | -------------- | ----------- | ------------------- |
| 1 | 1          | «Pilot» «Пилот»                                  | Минки Спиро      | Майк Дэниелс                | 19 марта 2019  | 101         | 4.82                |
| Сара живет вместе с дочерью Кэти, стараясь посвящать ей как можно больше времени. Ава арестовывают. Ник возвращается домой с войны, чтобы столкнуться с реальностью серых будней, государственной несправедливостью и депрессией, связанной с посттравматическим синдромом. |            |                                                  |                  |                             |                |             |                     |
| 2 | 2          | «Good Thing» «Хорошая вещь»                      | Питер Соллетт    | Майк Дэниелс                | 26 марта 2019  | 102         | 4.05                |
| проницательная Сара раскрывает секрет Кэти и вступает в серьезную конфронтацию с Ником, пытаясь доказать свою правоту. Энцо разбирается с новым соседом по комнате, который не перестает его разочаровывать, а Ава добивается существенного прогресса в своем непростом деле. |            |                                                  |                  |                             |                |             |                     |
| 3 | 3          | «In Your Bones» «В твоих костях»                 | Питер Соллетт    | Эрика Джонсон               | 2 апреля 2019  | 103         | 4.15                |
| Cемейная деревня собирается в полном составе, когда возвращается Ава. Сара и Кэти имеют дело с неожиданной реакцией семьи на отца ее ребенка. Болезнь Патриции угрожает ее отношениям с Роном. Гейб наносит неожиданный визит его властный отец. У Ника получается откровенный разговор с вдовой сослуживца, и между ними устанавливается глубокая эмоциональная связь.                                                                                  |            |                                                  |                  |                             |                |             |                     |
| 4 | 4          | «Heart on Fire» «Огненное сердце»                | Стивен ДеПол     | Абди Наземиан               | 9 апреля 2019  | 104         | 4.12                |
| Кэти сталкивается с ключевыми решениями по вопросам беременности, и выслеживает таинственного вора. Сара и Патриция проводят ночь, чтобы очистить свой разум. Память Ника подшучивает над ним. Гейб и Ава ищут помощи в своем деле, а Энцо позволяет милой даме ускользнуть. |            |                                                  |                  |                             |                |             |                     |
| 5 | 5          | «Laid Bare» «Разоблаченный»                      | Стивен ДеПол     | Реджина Коррадо             | 16 апреля 2019 | 105         | 3.81                |
| Кэти видит Сару в новом свете во время ее первого дня работы в доме престарелых. Ник делает поразительное открытие в терапии, помогая Энцо реализовать второй шанс на любовь. Рон и Патриция проводят чудесный вечер "Открытого микрофона" с неожиданным выступлением из своего прошлого. |            |                                                  |                  |                             |                |             |                     |
| 6 | 6          | «Yes or No» «Да или нет»                         | Стивен К. Цутида | Вулф Коулман                | 23 апреля 2019 | 106         | 4.11                |
| первый церковный бранч в Смоллсе знакомит Рона и Патрицию с людьми из их прошлого. Энцо и Гейб активно обсуждают дело Авы с молодым адвокатом Софией. Тем временем Лиам знакомит Кэти с ее потенциальным будущим. Эми обнаруживает удивительные новости о Нике и Саре. |            |                                                  |                  |                             |                |             |                     |
| 7 | 7          | «Couldn't Not Love You» «Не могу не любить тебя» | Стивен К. Цутида | Элизабет Лэм                | 30 апреля 2019 | 107         | 4.29                |
| Когда пыль оседает после прошедшей ночи откровений, жители Деревни пытаются собрать воедино кусочки пазла. Рон и Патриция приветствуют двух неожиданных гостей с семейными проблемами. Энцо заручается поддержкой Бена, чтобы помочь ему найти Гвендолину, и ведет Бена к кому-то из его прошлого. Гейб наконец-то сталкивается с отцом. Кэти и Сара временно закапывают топор войны, когда встречаются с богатой парой, заинтересованной в усыновлении. |            |                                                  |                  |                             |                |             |                     |
| 8 | 8          | «Choosing to Hope» «Выбирая надежду»             | Минки Спиро      | Натали Смика                | 7 мая 2019     | 108         | 3.85                |
| Ник посещает старое прибежище и делает важное открытие. Патриция мельком видит новую жизнь после получения трудных новостей. Гейб обнаруживает часть своего прошлого с Энцо, о котором он никогда не знал. Неожиданный гость вызывает всплеск эмоций между Беном и Авой. |            |                                                  |                  |                             |                |             |                     |
| 9 | 9          | «I Am Defiant» «Я вызывающий»                    | Марта Каннингэм  | Терренс Коли                | 14 мая 2019    | 109         | 3.81                |
| Гейб и Ава готовятся к своему большому дню в суде. Кэти берет урок родов, поскольку очень переживает о том, чтобы все прошло максимально гладко и безболезненно. Тем временем Ник пытается добиться закрытия с помощью Сары, хотя не уверен, получится ли у него это или нет. |            |                                                  |                  |                             |                |             |                     |
| 10 | 10         | «I Have Got You» «У меня есть ты»                | Шерил Дунье      | Вулф Коулман & Майк Дэниелс | 21 мая 2019    | 110         | 4.22                |
| Неожиданное событие возвращает Кэти, Сару и Ника обратно в сферу влияния друг друга. Патриция имеет дело с ее диагнозом, который приводит к неожиданному шансу при повторном участии Рона. Энцо завербовывает Гейба, чтобы сделать грандиозный шаг. Бен сталкивается со своим будущим и прошлым. |            |                                                  |                  |                             |                |             |                     |

## Производство

### Разработка
О том, что компания NBC запускает пилот нового сериала, стало известно 22 января 2018 года. Режиссёром и исполнительным продюсером проекта был назначена Минки Спиро («Аббатство Даунтон», «Лучше звоните Солу»,«Барри»).